# Meimuna opalifera
Meimuna opalifera — вид цикад. Поширений на сході Китаю, на Корейському півострові, в Японії і Тайвані. Комаха сягає 40-46 мм завдовжки. Забарвлення оливково-зелене або чорне зі сріблястими лусочками. Життєвий цикл триває два роки, хоча за несприятливих умов личинка може розвиватися і п'ять років.